# Collisella scabra
Collisella scabra är en snäckart som först beskrevs av Gould 1846.  Collisella scabra ingår i släktet Collisella och familjen Lottiidae. Inga underarter finns listade i Catalogue of Life.